# Juraj Tomaga
Juraj Tomaga (Námestovo, 7 de febrero de 1977) es un diplomático y ex periodista eslovaco. Desde el 15 de octubre de 2022 actúa como embajador extraordinario y plenipotenciario de la República Eslovaca en España con acreditación para el Reino de Marruecos y el Principado de Andorra.

## Biografía
Nació en Námestovo. Estudió en el Instituto de Educación Secundaria de Martin Hattala en Trstená . Después de graduarse en la Facultad de Filosofía de la Universidad Comenius de Bratislava, trabajó en los medios de comunicación (SME, Pravda).

## Carrera diplomática
En 2003, empezó a trabajar en el Ministerio de Relaciones Exteriores de la República Eslovaca en función del portavoz del Ministro Eduard Kukan. Entre 2006 y 2010 fue destinado en la Embajada de la República Eslovaca en Madrid . Después de regresar a la sede, trabajó como director del departamento de prensa del Ministerio de Relaciones Exteriores de la República Eslovaca en el momento en que Mikuláš Dzurinda era ministro. En 2010, fue miembro de la misión de observación de la OSCE durante las elecciones presidenciales en Bielorrusia .
En el período 2011-2015 fue destinado a la Embajada de Eslovaquia en La Habana . En los años 2015-2016, dirigió el departamento de prensa del Departamento de Diplomacia de Eslovaquia, en la época del ministro Miroslav Lajčák . De junio de 2016 a enero de 2019 volvió a trabajar en la embajada de Eslovaquia en Cuba .
Tras regresar a Bratislava, volvió a ser director del departamento de prensa, en 2019 participó en la misión de observación de la OSCE durante las elecciones presidenciales en Ucrania . En febrero de 2021, fue nombrado el portavoz del Ministerio bajo la dirección de Ivan Korčok y luego Rastislav Káčer. 

### Embajador de Eslovaquia en España, Marruecos y Andorra
El 3 de octubre de 2022, la presidenta de la República Eslovaca, Zuzana Čaputová, le nombró embajador de la República Eslovaca en España.